# Bi-krigen på Læsø
Bi-krigen på Læsø dækker ikke over en egentlig krig, men over forskellige uenigheder i forbindelse med biavl af den brune bi på Læsø i perioden 1983 til nu.

## Bi-krigen
Sagen begyndte i 1983, hvor førstelærer Alfred Petersen ansøgte Statens Bisygdomsnævn om at få hele Læsø gjort til et renavlsområde for den brune bi, og i 1988 annoncerede Statens Bisygdomsnævn i LæsøPosten, at man havde vedtaget, at der nu kun måtte være bier af racen "Brun nordisk bi" på Læsø. Det kunne dog ikke gennemføres, da en gruppe biavlere på Læsø, der holdt gule bier, protesterede mod dette. "Bekendtgørelse om renavl" var baseret på frivillighed.
I 1993 fik den nyligt tiltrådte landbrugsminister, Bjørn Westh, Folketinget til at vedtage en lov, der muliggjorde, at man kunne "bevare" visse biracer og forbyde hold af andre. Det skete med den begrundelse, at "De brune bier på Læsø" skulle være de sidste af sin slags i verden. Loven blev vedtaget trods protester fra Læsøs "gule" biavlere og trods det faktum, at der findes brune bier over næsten hele verden. I 1994 måtte landbrugsministeren erkende, at man alligevel ikke kunne garantere for, at "De brune bier på Læsø" var racerene, men i stedet udgjorde en "genetisk mangfoldighed". På det tidspunkt var næsten alle gule bidronninger dræbt og udskiftet med de såkaldte "brune", men nogle få biavlere, der havde krævet garanti for racerenhed fra landbrugsministeriet, nægtede at udskifte på det foreliggende grundlag. Derfor blev disse biavlere politianmeldt, og staten indledte en retssag mod dem for at overtræde bekendtgørelsen for Læsø. Dommeren fandt imidlertid sagen så principiel, at han bad EF-domstolen om en vurdering, og i 1998 skrev domstolen i en kendelse, at den danske stat ikke kunne forbyde import fra EU til Læsø af bier, det i øvrigt var tilladt at anvende. Det betød, at bekendtgørelsen om biavl på Læsø blev ændret, så import af "brune bier" nu var tilladt. Domstolen fandt dog, at den danske stat godt kunne forbyde andre biracer end "den brune" på Læsø, men forudsætningen var dels, at staten skulle dokumentere, at bierne var specielle og bevaringsværdige, dels at der ikke var mindre indgribende metoder til at opnå samme resultat. 
Denne dokumentation blev aldrig fremlagt og er måske årsagen til, at Fødevareministeriet i 2005 indledte et samarbejde med biavlerforeningerne på Læsø om et "historisk kompromis". Her blev det aftalt, at tilhængerne af den "brune" bi fik et område på østspidsen af Læsø, hvor der kun måtte være "brune" bier, og tilhængerne af den "gule" bi fik et lille område mod vest. På resten af øen skulle alle biracer og blandinger være tilladte. Denne aftale ser ud til at holde og har medført, at biavlerne igen kan tale med hinanden, uden at det dog kan konkluderes, at "bi-krigen" er slut. Det er dog fortsat ikke tilladt at indføre nye bier til Læsø. Det Jordbrugsvidenskabelige Fakultet udførte i 2005 en genetisk undersøgelse af bierne på Læsø. Det blev konstateret, at ca 25 % af bierne stadig kunne betegnes som overvejende "brune", selvom de ikke var racerene Apis mellifera mellifera. Af disse blev 40-50 bifamilier udvalgt som grundlag for den videre avl i det "brune" parringsområde.